# One (Fat Joe)
One è un singolo dell'album Jealous Ones Still Envy 2 (J.O.S.E. 2) del rapper Fat Joe. In questo singolo, Fat Joe collabora con Akon.